# Isla de Pescadores (Venezuela)
La Isla de Pescadores es una isla perteneciente a Venezuela que se encuentra ubicada en el Noroeste de este país, en el municipio insular Almirante Padilla del Estado Zulia.
Está ubicada en la bahía de El Tablazo, formando el límite oriental de la verdadera barra de Maracaibo. Su formación es de material aluvional; sus orillas están cubiertas de manglares, Tiene una superficie de 200 hectáreas (equivalentes a unos 2 kilómetros cuadrados)